# Томас Річард Гейвуд Томсон
Томас Річард Гейвуд Томсон (англ. Thomas Richard Heywood Thomson) (1813 — 1876) — англійський дослідник і натураліст.

## Біографія
Він взяв участь в експедиції в Нігер 1841.

## Описані таксони

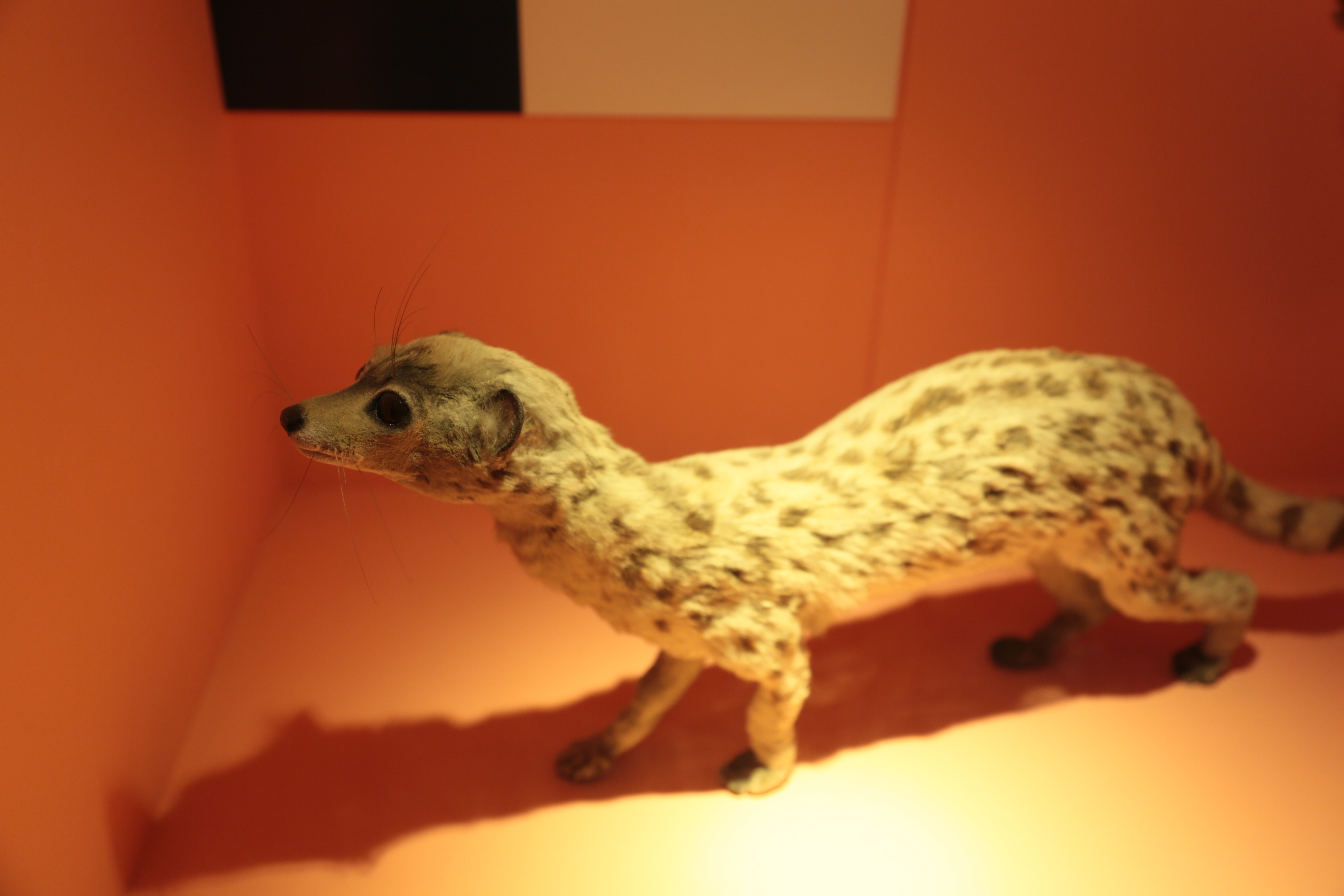
Poiana richardsonii
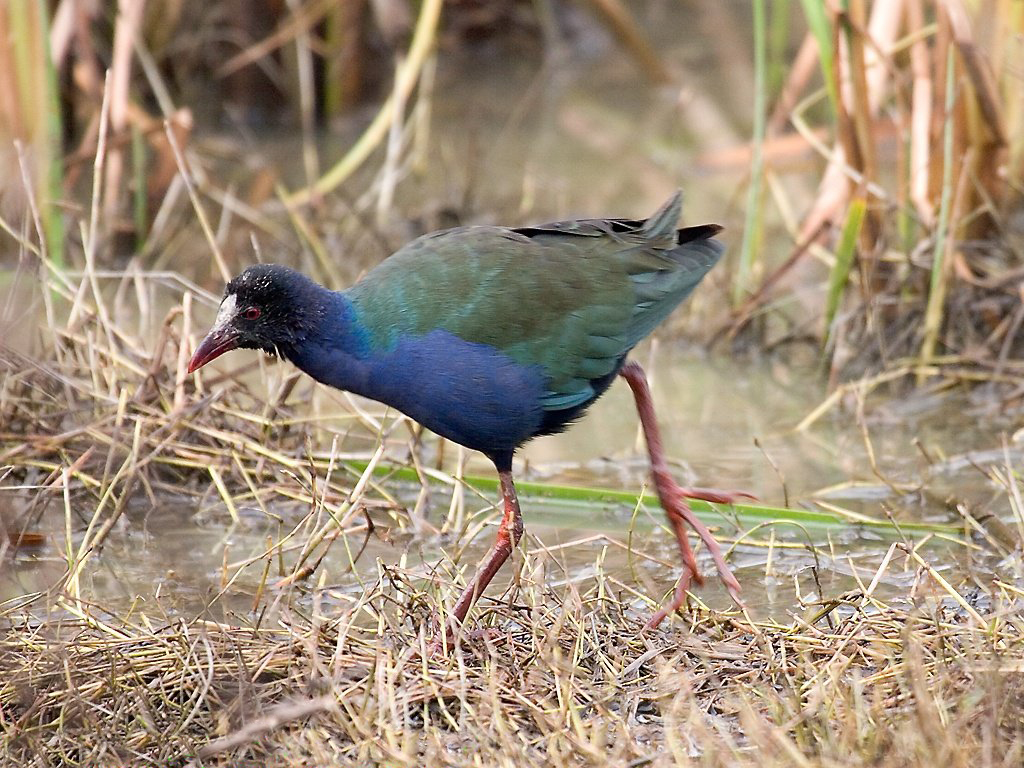
Porphyrio alleni